# سمير غطاس
سمير غطاس (20 مايو 1948 -) هو سياسي وعضو برلمان مصري.

## حياته ونشاته
ولد في القاهرة 20 مايو 1948، حاصل على درجة البكالوريوس من كلية طب الأسنان جامعة القاهرة وانتخب عام 1972 للجنة الوطنية العليا للطلاب. وحصل على درجتي الماجستير والدكتوراه في علاقات الدولية والأمن القومي من جامعة بلغراد الصربية عام 1987. وهو مسيحي من عائلة صعيدية بمحاقظة قنا.

## مسيرته
- باحث متخصص في الشأن الإسرائيلي، ولديه العديد من المقالات المنشورة بالصحف الفلسطينية والمصرية. [8]
- عمل غطاس مدير لمركز مقدس للدراسات الإستراتيجية، التابع لقسم الأمن الوقائي، في بداية تأسيس السلطة الفلسطينية، وكان من المقربين من محمد دحلان. بعد تولي حماس السلطة في القطاع، قام بترك العمل داخل السلطة.[9]
- رئيس منتدى الشرق الأوسط للدراسات الاستراتيجية، نائب منتخب في البرلمان المصري 2015/2020.[10]
- عمل كمساعد للشهيد خليل الوزير "أبو جهاد" بين عامي 1976/1988.[11]
- المسؤول السياسي لمكتب حركات التحرير بيروت 1977.
- رئيس تحرير المجلة العسكرية  الفلسطينية- المعركة 1980،  جهاز الأرض المحتلة- الغربي.
- رئيس مركز مقدس للدراسات الاستراتيجية غزة  1998/2005.
- صدرت له خمسة كتب، وله العديد من الدراسات المنشورة في الدوريات العربية المتخصصة، مشرف غير متفرغ على عدد من رسائل الماجستير والدكتوراه في الجامعات المصرية.
- فاز غطاس بمقعد البرلمان عن دائرة مدينة نصر من الجولة الأولى،في انتخابات مجلس النواب التي عقدت في مصر عام 2015.[12]
- نائب برلماني في مجلس النواب المصري.[13]

## كفاحه واعتقله[14]
شارك غطاس في اعتصام الطلاب بقاعة جمال عبد الناصر بجامعة القاهرة، واعتقل ضمن ألف طالب في 24 يناير عام 1972، وأمضى معهم ثلاثين يوما في سجن الاستئناف ضمن ثلاثين طالبا، متهمين بقيادة الاعتصام بينهم أحمد بهاء شعبان واحمد عبدالله رزة وزين العابدين فؤاد ونبيل الهلالي وأحمد فؤاد نجم ومن هيئات التدريس الدكتور نادر فرجاني.
اعتقل مرة ثانية ضمن مئات الطلاب المعتقلين عام 1973 مرة أخرى، وانشاء أحمد فؤاد نجم في قصيدته له عام 1975، وبعد عام 1977 وانتفاضة يناير، سافر الي غزة، والتحق بحركة فتح وساهم في نشاط المقاومة الفلسطينية، وكان معروفا لكثير من قادة منظمة التحرير الفلسطينية وعادوا جميعا الي مصر في عام 1984، واعتقل كل مرة ثالثة لعدة شهور، ولذلك غير اسمه الي محمد حمزة، وله عدة كتابات بهذا الاسم مؤكدا أن هذا الامر كان عرفا وتقيدا اتبعه جيل السبعينيات.
أقناء التواجد في فلسطين انضم إلى الثورة الفلسطينية عقب زيارة الرئيس المصري أنور السادات إلى القدس في السبعينيات، وانضم إلى صفوف حركة فتح.

#### سمير غطاس وحركة فتح[12]
في نهاية السبعينات، سافر غطاس إلى خارج مصر والتحق بحركة فتح، بل وساهم في نشاط المقاومة الفلسطينية، وكان معروفًا لكثير من قادة منظمة التحرير الفلسطينية.
عندما عاد إلى مصر في منتصف الثمانينات كان يتحرك باسم حركي أطلق عليه، وهو محمد حمزة، ثم اتخذ بعدها طريق البحث وأصبح باحثا وخبيرا في القضية الفلسطينية.
ارتبط اسم سمير غطاس بحركة فتح، فهو أحد كتاب الحركة، ويعتقد البعض أنّه فلسطيني، انضم لحركة فتح والثورة الفلسطينية في السبعينيات والثمانينيات، وأشار البعض إلى صلة القرابة التي تربطه بالرئيس الفلسطيني الراحل ياسر عرفات، وكذلك قيادات الحركة وعلى رأسهم الرئيس الحالي محمود عباس «أبو مازن»، ومحمد دحلان وخليل الوزير أبو جهاد.

## قضايا
في 2010، مثل سمير غطاس أمام القضاء المصري بعد رفع دعوى من الصحفية هالة مصطفى رئيس تحرير مجلة الديمقراطية الصادرة عن جريدة الأهرام، ضد سمير غطاس، وبلال فضل ومجدي الجلاد، لنشرهم مجموعة مقالات عن التطبيع بجريدة المصري اليوم اعتبرتها المدعية سب وقذف في حقها. انتهت القضية في أكتوبر 2010، بعدم قبول الدعوى بالنسبة للغطاس، وتغريم الآخرين مبلغ 10 آلاف جنيه.

## جوائز
حاصل على وسام الاستحقاق والتميز الفلسطيني من الرئيس محمود عباس عام 2014.